# Кыргызстан (Кара-Сууский район)
Кыргызстан (кирг. Кыргызстан) — село в Кара-Сууском районе Ошской области Кыргызстана. Входит в состав Телейкенского айылного аймака.

## География
Село расположено в северо-западной части области, на расстоянии приблизительно 23 километров (по прямой) к юго-западу от города Кара-Суу, административного центра района. Абсолютная высота — 998 метров над уровнем моря.

## Население
Согласно оценочным данным Национального статистического комитета Кыргызской Республики, численность населения села на начало 2023 года составляла 3825 человек.
| год     | 2009 | 2014 | 2015 | 2020 | 2021 | 2023 |
| ------- | ---- | ---- | ---- | ---- | ---- | ---- |
| человек | 2794 | 2814 | 2888 | 3560 | 3675 | 3825 |